# Hopelessly Devoted to You
Hopelessly Devoted to You ist ein von Olivia Newton-John im Film Grease (1978) gesungenes und von John Farrar komponiertes Lied. Das Lied war 1979 für den Oscar für den besten Filmsong nominiert.

## Veröffentlichung
Die von Olivia Newton-John gespielte Sandy singt das Lied über Liebeskummer während der Übernachtung mit den Pink Ladies, bevor sie sich zur Lederjacke tragenden und rauchenden Sandy am Ende des Films verwandelt. Das Lied war dem Umstand geschuldet, dass Olivia Newton-Johns Vertrag ihr eine Solonummer zubilligte. Die Szene wurde deshalb auch erst gedreht, als der Film schon abgedreht war.
Am 3. Juli 1978 kam die Single von Hopelessly Devoted to You auf den Markt.
Im September 1978 erreichte das Lied Platz 3 der Billboard Hot 100.
Hopelessly Devoted to You wurde von zahlreichen Künstlern im Laufe der Jahre gecovert, unter anderem vom Royal Philharmonic Orchestra, Darlene Love und Mariah Carey im Duett mit Newton-John. Pink wählte dieses Lied, um Olivia Newton-John bei den American Music Awards 2022 zu gedenken. Auch die Chicks ehrten die Verstorbene mit diesem Lied.

## Auszeichnungen
Bei den Oscars 1979 traf Hopelessly Devoted to You in einem überdurchschnittlich schweren Wettbewerb auf Kandidaten wie das von Barry Manilow interpretierte Ready to Take a Chance Again aus Eine ganz krumme Tour und das von Donna Summer gesungene Last Dance aus Gottseidank, es ist Freitag. Der Oscar ging an Paul Jabara, den Komponisten von Last Dance.